# Souhvězdí romantiků
Souhvězdí romantiků je dvacátým prvním studiovým albem české rockové skupiny Olympic. Jedná se o poslední díl trilogie Souhvězdí. Album vyšlo v roce 2015 u vydavatelství Supraphon. Na albu hostovali houslista Pavel Šporcl, jazzový trumpetista Laco Déczi, violoncellista Jiří Bárta a hráč na foukací harmoniku Vladimír Papež.

## Seznam skladeb
Hudbu složil Petr Janda. Texty napsali Aleš Brichta; Ondřej Fencl; Miroslav Černý; Vlasta Henych; Pavel Chrastina; Eduard Krečmar a Karel Šíp.
| Pořadí | Název                    | Délka |
| ------ | ------------------------ | ----- |
| 1.     | Nech si o tom zdát       | 3:30  |
| 2.     | Krteček                  | 3:08  |
| 3.     | Láska má bejt akorát     | 3:08  |
| 4.     | Tak jdem hrát            | 3:11  |
| 5.     | Asi to byl správnej flám | 3:46  |
| 6.     | Amoleta                  | 3:43  |
| 7.     | Lampión                  | 2:34  |
| 8.     | Život je vzácný dar      | 3:29  |
| 9.     | Bourák                   | 3:05  |
| 10.    | Mimino                   | 2:51  |
| 11.    | Opilej touhou            | 4:01  |
| 12.    | Láska je někdy černá     | 3:01  |
| 13.    | Nám to neva              | 2:49  |
| 14.    | Nemám žádnej plán        | 1:31  |

## Obsazení
- Petr Janda – kytara , zpěv
- Milan Broum – basová kytara, zpěv
- Jiří Valenta – klávesy
- Martin Vajgl – bicí, zpěv